# Waldburg-Wolfegg-Zeil
Waldburg-Wolfegg-Zeil fue un Condado gobernado por la Casa de Waldburg, localizado al sudeste de Baden-Württemberg, Alemania. Waldburg-Wolfegg-Zeil era una partición de Waldburg y fue redividido en 1589, para crear Waldburg-Waldburg, Waldburg-Wolfegg y Waldburg-Zeil.
- Datos: Q4017761